# Аджинджал, Иван Андреевич
Иван Андреевич Аджинджал (30 апреля 1896, село Бедиа Сухумского округа Кутаисской губернии — 1963) — абхазский учёный-этнограф, кандидат исторических наук.

## Биография
В 1910 по окончании Сухумской горской школы поступил в Очамчирское вышеначальное училище, с 1913 продолжил обучение в Ереванской учительской семинарии, которую окончил в 1917 году. В 1920—1924 обучался на экономическом отделении политехнического факультета Тбилисского государственного университета; по окончании в 1924 успешно защитил дипломную работу на тему «Край больших возможностей», за которую постановлением Совета института от 19 октября того же года был удостоен диплома об окончании полного курса экономического факультета и степени кандидата экономических наук.
C 1917 работал учителем Адзюбжинской двухклассной сельской школы, затем — Очамчирского двухклассного училища. Был заведующим отделом народного образования Очамчирского райисполкома, учителем Абхазского детдома в Тбилиси.
В 1938—1949 — младший научный сотрудник Абхазского института языка, литературы и истории им. Д. И. Гулиа АН Грузинской ССР, затем — заместитель директора Абхазского государственного музея по научной части. С 1958 и до конца жизни — старший научный сотрудник Абхазского института языка, литературы и истории им. Д. И. Гулиа.

## Научная деятельность
В сферу научных интересов И. А. Аджинджала входили вопросы истории народного хозяйства и материальной культуры, а также религиозных верований и общественного быта дореволюционной и советской Абхазии.

### Основные труды
- Аджинджал И. А. Жилища абхазов. — Сухуми: Абгиз, 1957. — 127 с. — 1000 экз.
- Аджинджал И. А. Жилище абхазов: Автореф. дис. … канд. ист. наук. — Сухуми, 1950. — 12 с.
- Аджинджал И. А. Из этнографии Абхазии: (Матер. и исследования). — Сухуми: Алашара, 1969. — 537 с. — 1000 экз.
- Абхазская народная игра в мяч (амцакьачара). — 1948.
- Взаимопомощь в абхазской деревне. — 1943.
- Военная организация и военные обычаи абхазов в прошлом. — 1942.
- Вооружение абхазов. — 1948.
- Гостеприимство у абхазов. — 1944.
- К изучению народной вышивки и ткачества у абхазов. — 1948.
- Кровная месть у абхазов. — 1945.
- Кузнечное ремесло и культ кузни и железа у абхазов. — 1947.
- Кустарные и ремесленные промыслы в дореволюционной Абхазии. — 1940.
- Материалы к изучению резьбы по дереву, рогу, кости, камню и металлу в дореволюционной Абхазии // Тр. / Абхазский гос. музей. — 1957.
- Материалы по изучению одежды абхазов // Тр. / Абхазский гос. музей. — 1947, Вып. 1.
- Материальный быт абхазской дореволюционной деревни. — 1939.
- О земледельческих орудиях труда в Абхазии // Тр. / Абхазский гос. музей. — 1958.
- Обычаи в дореволюционной Абхазии .— 1941.
- Почитание старших у абхазов. — 1948.
- Пчеловодство — сер. 1950-х г.
- Хозяйственные постройки абхазов — сер. 1950-х г.